# Cykling vid olympiska sommarspelen 1968
Cykling under olympiska sommarspelen 1968 i Mexico City innehöll två discipliner: landsvägscykling och bancykling. Endast herrar tävlade. 

## Resultat
7 olika grenar arrangerades och avgjordes i landsvägscykling och bancykling.

### Medaljtabell
| Pl.    | Nation        | Guld | Silver | Brons | Totalt |
| ------ | ------------- | ---- | ------ | ----- | ------ |
| 1      | Frankrike     | 4    | 0      | 1     | 5      |
| 2      | Danmark       | 1    | 3      | 0     | 4      |
| 3      | Italien       | 1    | 1      | 2     | 4      |
| 4      | Nederländerna | 1    | 1      | 0     | 2      |
| 5      | Sverige       | 0    | 1      | 1     | 2      |
| 6      | Västtyskland  | 0    | 1      | 0     | 1      |
| 7      | Belgien       | 0    | 0      | 1     | 1      |
| 7      | Polen         | 0    | 0      | 1     | 1      |
| 7      | Schweiz       | 0    | 0      | 1     | 1      |
| Totalt | Totalt        | 7    | 7      | 7     | 21     |

## Medaljörer

### Landsvägscykling
| Event                              | Guld                                                                  | Silver                                                                     | Brons                                                                           |
| Herrarnas linjelopp Detaljer...    | Pierfranco Vianelli Italien                                           | Leif Mortensen Danmark                                                     | Gösta Pettersson Sverige                                                        |
| Herrarnas lagtempolopp Detaljer... | Nederländerna Joop Zoetemelk Fedor den Hertog Jan Krekels René Pijnen | Sverige Sture Pettersson Tomas Pettersson Erik Pettersson Gösta Pettersson | Italien Pierfranco Vianelli Giovanni Bramucci Vittorio Marcelli Mauro Simonetti |

### Bancykling
| Event                                    | Guld                                                           | Silver                                                              | Brons                                                                      |
| Herrarnas förföljelselopp Detaljer...    | Daniel Rebillard Frankrike                                     | Mogens Jensen Danmark                                               | Xaver Kurmann Schweiz                                                      |
| Herrarnas lagförföljelselopp Detaljer... | Danmark Per Jørgensen Reno Olsen Gunnar Asmussen Mogens Jensen | Västtyskland Karl Link Udo Hempel Karlheinz Henrichs Jürgen Kissner | Italien Luigi Roncaglia Lorenzo Bosisio Cipriano Chemello Giorgio Morbiato |
| Herrarnas sprint Detaljer...             | Daniel Morelon Frankrike                                       | Giurdano Turrini Italien                                            | Pierre Trentin Frankrike                                                   |
| Herrarnas tandem Detaljer...             | Frankrike Daniel Morelon Pierre Trentin                        | Nederländerna Leijn Loevesijn Jan Jansen                            | Belgien Daniel Goens Robert Van Lancker                                    |
| Herrarnas kilometerlopp Detaljer...      | Pierre Trentin Frankrike                                       | Niels Fredborg Danmark                                              | Janusz Kierzkowski Polen                                                   |